# Raoul Gineste

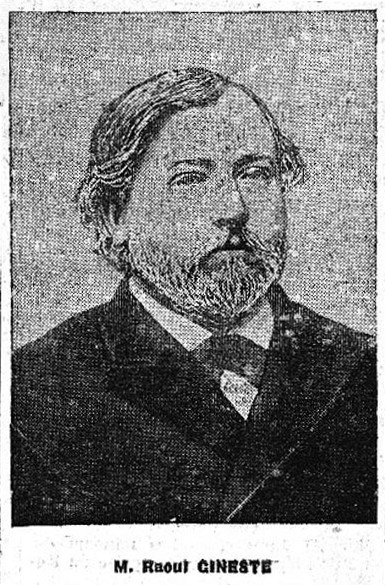
Raoul Gineste 1911

Raoul Gineste (* 30. März 1849 in Fréjus; † 9. Juni 1914 in Sanary) war ein französischer Schriftsteller und Felibre.

## Leben und Werk
Adolphe Augier wuchs in Fréjus und Saint-Raphaël auf. Er studierte Medizin an der Sorbonne, wurde 1875 zum Doktor promoviert und praktizierte in Paris. Ab dem Alter von 38 Jahren veröffentlichte er unter dem Pseudonym Raoul Gineste Dichtung, Romane, Kunstkritik, Historie und andere Werke in französischer Sprache. Sein Roman „Das zweite Leben des Dr. Albin“ wurde in neuester Zeit von Brian M. Stableford ins Englische übersetzt.
Raoul Gineste dichtete zusätzlich in okzitanischer Sprache, frequentierte den Félibrige von Paris und wurde 1908 ihr Vizepräsident. 1912 wurde er zum Majoral (Akademiemitglied) des Félibrige (Sitz: Cigalo di Jardin) gewählt. Als er erkrankte, zog er sich nach Sanary zurück und stab dort kurz vor Ausbruch des Ersten Weltkriegs im Alter von 65 Jahren.
Raoul Gineste war seit 1910 Ritter der Ehrenlegion. In Fréjus erinnert Place du Couvent eine Gedenktafel an ihn.

## Werke (Auswahl)
- Le Rameau d'or, poésies. A. Lemerre, Paris 1887.
- Chattes et Chats. E. Flammarion, Paris 1892. (Vorwort von Paul Arène)
- La seconde vie du docteur Albin. Mathurins, Paris 1902. (Roman)
  - (englisch) The Second Life of Doctor Albin. Black Coat Press, Encino, California 2016. (übersetzt von Brian M. Stableford)
- Soirs de Paris. H. Beraldi, Paris 1903. (Zeichnungen von Tony Minartz, 1870–1944)
- Le nègre de Paris. Dujarric, Paris 1903. (Roman)
- La poupée de cire. Roman moderne. L. Michaud, Paris 1906.
- L'art à la Taverne de Paris. Chéret – Abel Faivre – Grün – Léandre – Métivet – Steinlein – Willette, artistes peintres – Emile Robert, ferronnier d'art – Jacques Hermant, architecte. H. Chailly, Paris 1906. (Kunstkritik)
- Les grandes victimes de l'hystérie. Louis Gaufridi, curé des Accoules, et Magdeleine de La Palud. Relation historique et rationnelle d'un procès de sorcellerie. Michaud, Paris 1907. (über Die Besessenen von Aix-en-Provence)
- Amo trevado = Ames hantées. Poésies provençales. Roumanille, Avignon 1909.
- La Coulougno enribanado = La Quenouille enrubannée. Poésies provençales. Roumanille, Avignon 1909. L. Michaud, Paris 1909.
- Carnavalejado = Les carnavalesques. Poésies provençales. Roumanille, Avignon 1909. L. Michaud, Paris 1909.